# Valdobbiadene

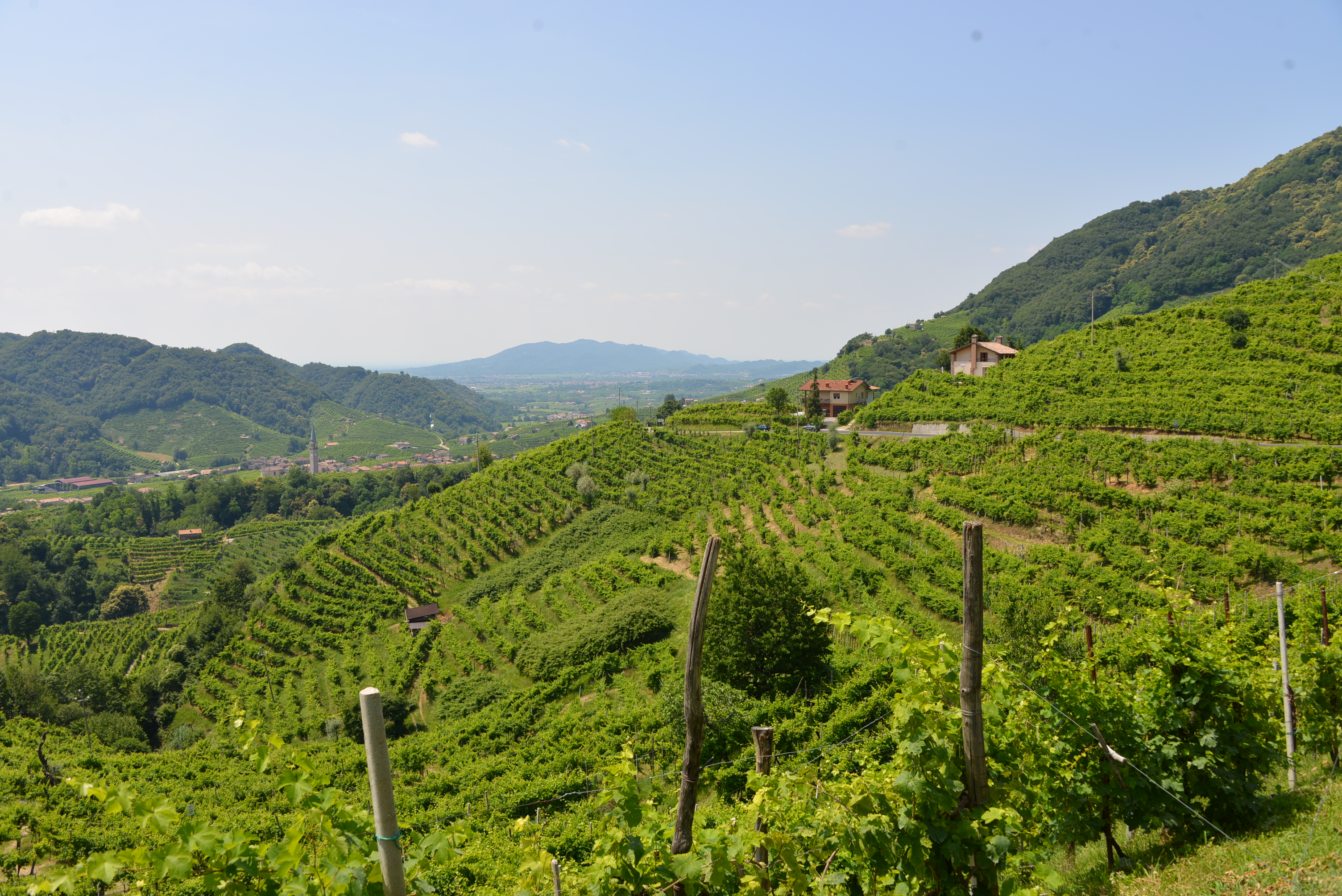
Veduta sulla Colline del Prosecco

Valdobbiàdene (Valdobiàden in veneto) è un comune italiano di 9 925 abitanti della provincia di Treviso in Veneto. Il comune dista circa una quarantina di chilometri dal capoluogo provinciale ed è noto nazionalmente ed internazionalmente per la produzione del celebre prosecco di Conegliano - Valdobbiadene.  

## Storia
L'origine dell'insediamento umano nel territorio dell'odierna Valdobbiadene risale a circa quarantamila anni fa: sono stati infatti rinvenuti numerosi manufatti che attestano una continuativa presenza umana dall'età musteriana all'età del bronzo. Paolo Diacono, nella sua Historia Langobardorum accenna al paese natale dell'illustre poeta e agiografo Venanzio Fortunato chiamandolo Duplavilis. Da questo (che indicava, probabilmente, due ramificazioni del Piave-Plavis) dovrebbe essere derivato l'attuale toponimo che, in passato detto Val di Dobiadene, indicava un po' tutta la regione limitrofa.
I primi reperti risalgono all'età preistorica e all'epoca romana. Nonostante la loro scarsità, appare abbastanza sicuro che questa zona fosse civilizzata, cosa favorita dalla presenza di importanti città quali Asolo, Feltre e Belluno. Altre testimonianze al riguardo possono essere ricavate persino dagli stessi toponimi. Per trovare documenti collocabili storicamente, dobbiamo attendere l'anno 1116, quando l'Imperatore Enrico V, arrivato a Treviso per risolvere le solite controversie delle comunità cittadine e rurali, ricevette in udienza straordinaria i rappresentanti "notabili" del territorio e ne definì in via permanente i confini. Il paese viene percorso da lotte continue e, circa quarant'anni più tardi, passa in soggezione a Treviso fino alla data del 1178, dopo la quale viene occupato dagli Ezzelini fino al 1260, quando torna sotto la giurisdizione di Treviso. Percorso costantemente da lotte e depredazioni, intorno alla metà del XIV secolo cade sotto la dominazione veneziana: si pose così fine alla feudalità e, pur nel rispetto del potere politico della Serenissima, Valdobbiadene, divisa nelle sue quindici comunità rurali (cd. "Regole"), ottiene una parvenza di autonomia con l'autogoverno dei Merighi, uomini democraticamente eletti in seno ai capi-famiglia. Con l'arrivo di Napoleone e poi, con la dominazione austriaca, le Regole spariscono e sorgono i Comuni, prima tre, poi due: Valdobbiadene, San Pietro di Barbozza e Bigolino, che sopravvive solo qualche anno (più tardi anche San Pietro di Barbozza verrà inglobato nel Comune di Valdobbiadene). La borghesia nascente fatta di mercanti, notai, proprietari terrieri che hanno acquisito le terre della nobiltà veneziana e che hanno nelle mani il potere politico, abbelliscono la piazza di palazzi. Si sviluppa l'industria serica, ad opera della famiglia Piva. Durante la I guerra mondiale il territorio è bersaglio di pesanti bombardamenti e viene evacuato.
Nel 1929 i territori del soppresso comune di San Pietro di Barbozza furono aggregati a Valdobbiadene.
Nel maggio 1945 successe un grave fatto di sangue ricordato come eccidio di Valdobbiadene, l'esecuzione sommaria di circa 50 prigionieri di guerra da parte di fazioni dissidenti e disertori partigiani.

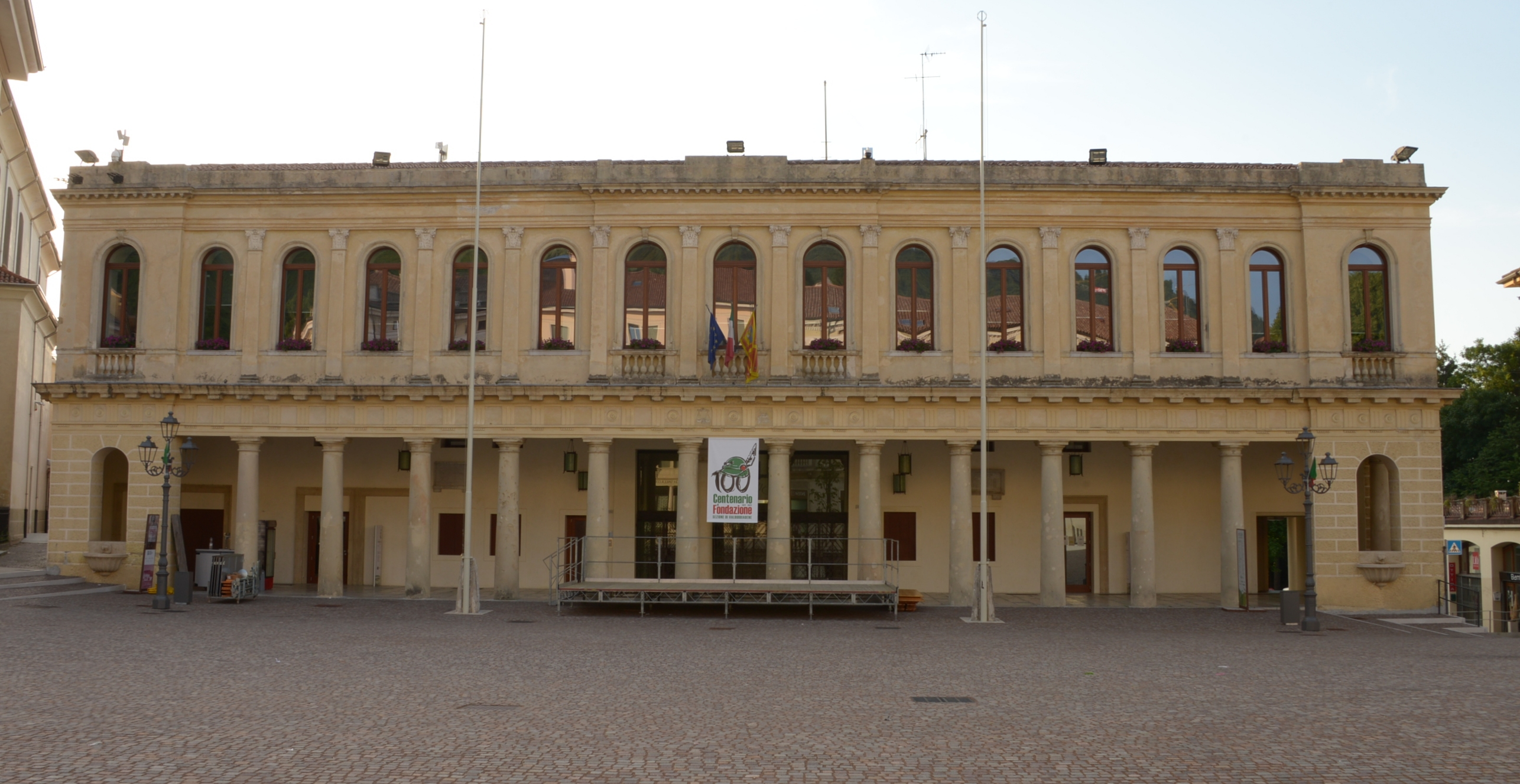
Il Municipio di Valdobbiadene

### Simboli
(Statuto comunale, art. 3, comma 2)
Lo stemma, riconosciuto con decreto del capo del governo del 25 settembre 1929, non ha nulla a che vedere con tradizioni o fatti storici, ma è una pura invenzione novecentesca: riporta una raffigurazione della dea Diana ispirata a una statuetta bronzea rinvenuta a Concordia Sagittaria nel 1926. Si tratta di una divinità particolarmente venerata nel Veneto precristiano come protettrice di boschi, montagne e acque, elementi che tuttora caratterizzano il territorio del comune.
Il gonfalone, concesso con regio decreto del 17 ottobre 1929, è costituito da un drappo di azzurro.

## Monumenti e luoghi d'interesse

### Architetture religiose

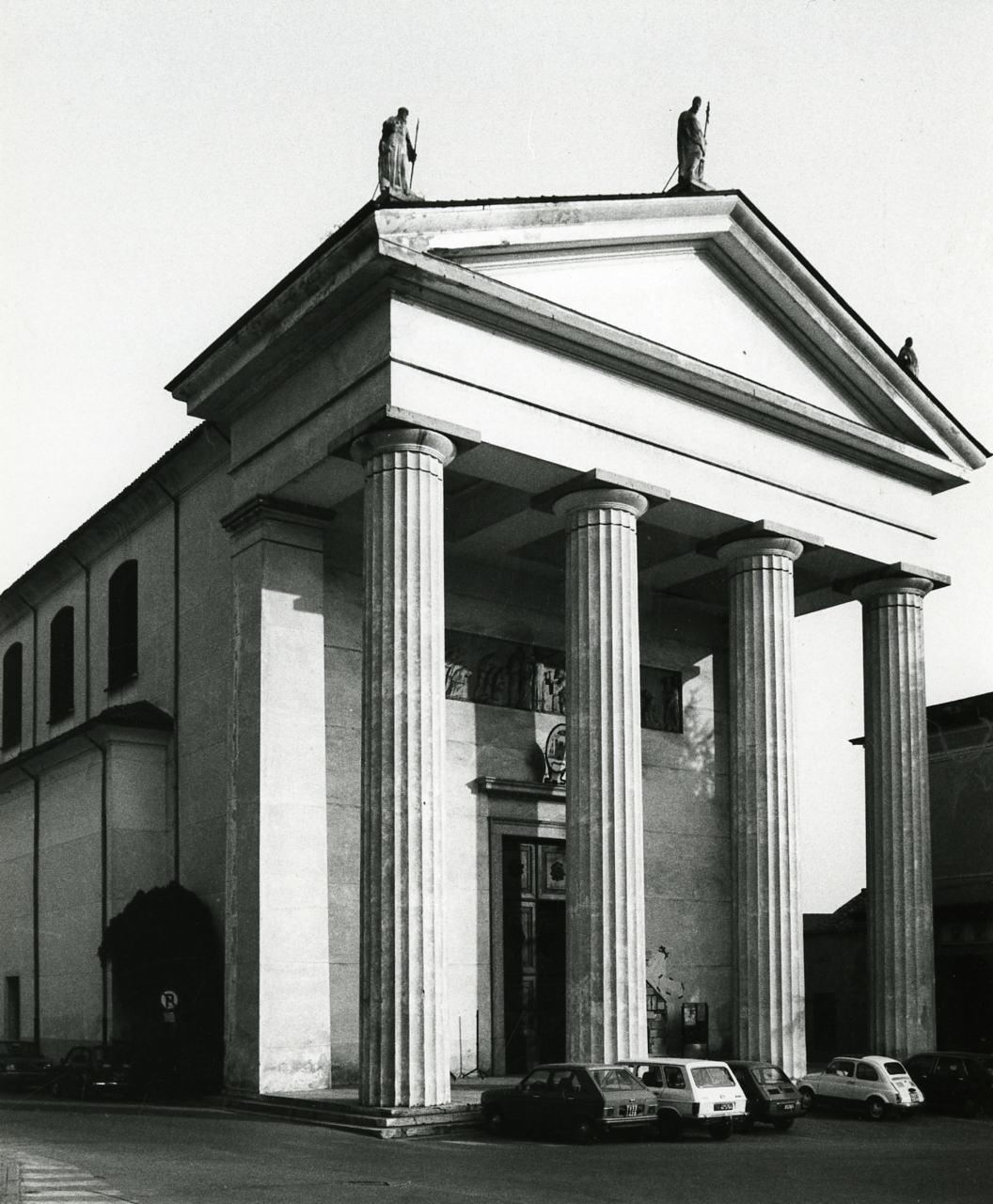
Duomo di Santa Maria Assunta. Foto di Paolo Monti.

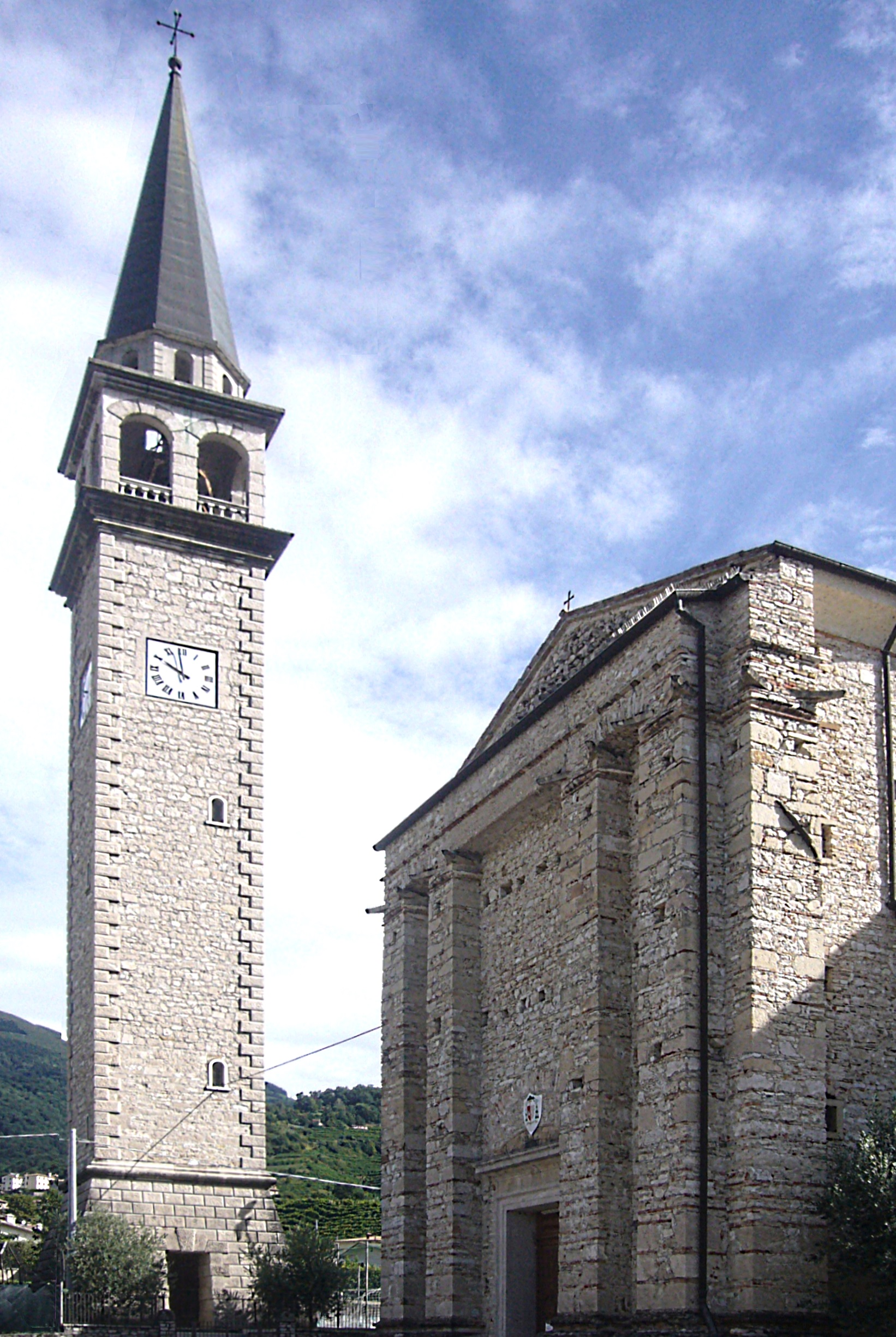
La chiesa di San Giacomo Apostolo di Guia

- Duomo di Valdobbiadene (Santa Maria Assunta)
- Chiesa di San Giacomo Apostolo, parrocchiale di Guia (attribuita al Canova)
- Chiesa di San Giovanni Battista, parrocchiale di San Giovanni, costruita tra il 1924 e il 1925.
- Chiesa dei Santi Vito, Modesto e Crescenzia nella frazione San Vito
- Chiesa dei Santi Rocco e Sebastiano (Martignago), risalente al 1855
- Chiesa di Santa Maria Assunta (Follo), costruita tra il 1866 ed il 1867 e consacrata il 24 maggio di quello stesso anno[10]
- Chiesetta di San Gregorio Magno (Colderove), edificata nel XVI secolo e consacrata nel 1603[11]

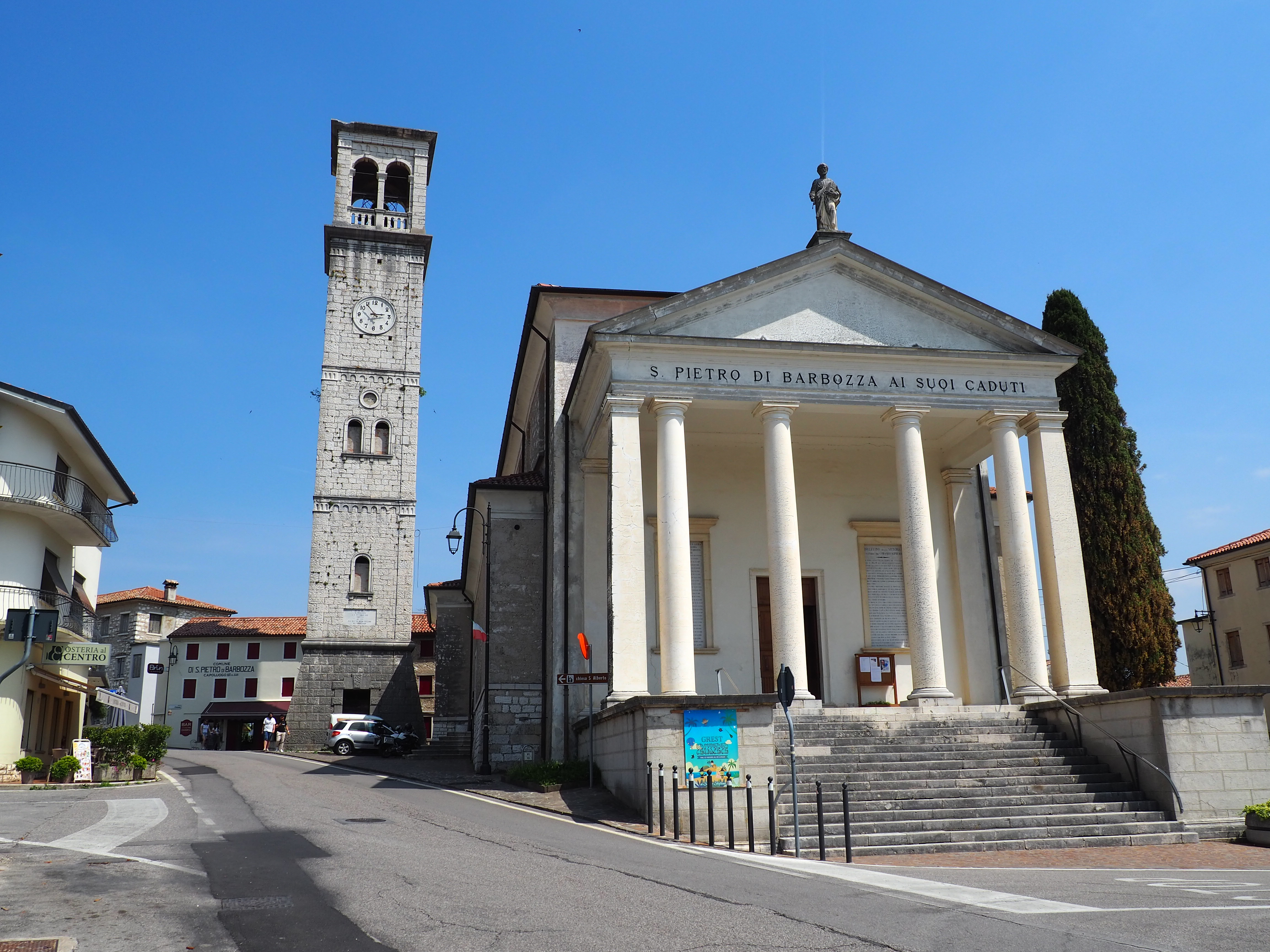
La Chiesa di San Pietro di Barbozza

- Chiesa parrocchiale di Santo Stefano Protomartire (Santo Stefano)
- Chiesa di San Michele Arcangelo (parrocchiale di Bigolino)
- La Chiesa di San Pietro di BarbozzaChiesa parrocchiale di San Pietro di Barbozza

- Chiesetta di Sant'Alberto (San Pietro di Barbozza)
- Chiesetta dei Santi Rocco e Bernardino di Ron
- Chiesa del Preziosissimo Sangue a Pianezze (XX secolo)
- Chiesetta di Sant'Agata, in località FunerIl Santuario della Madonna di Caravaggio a Funer

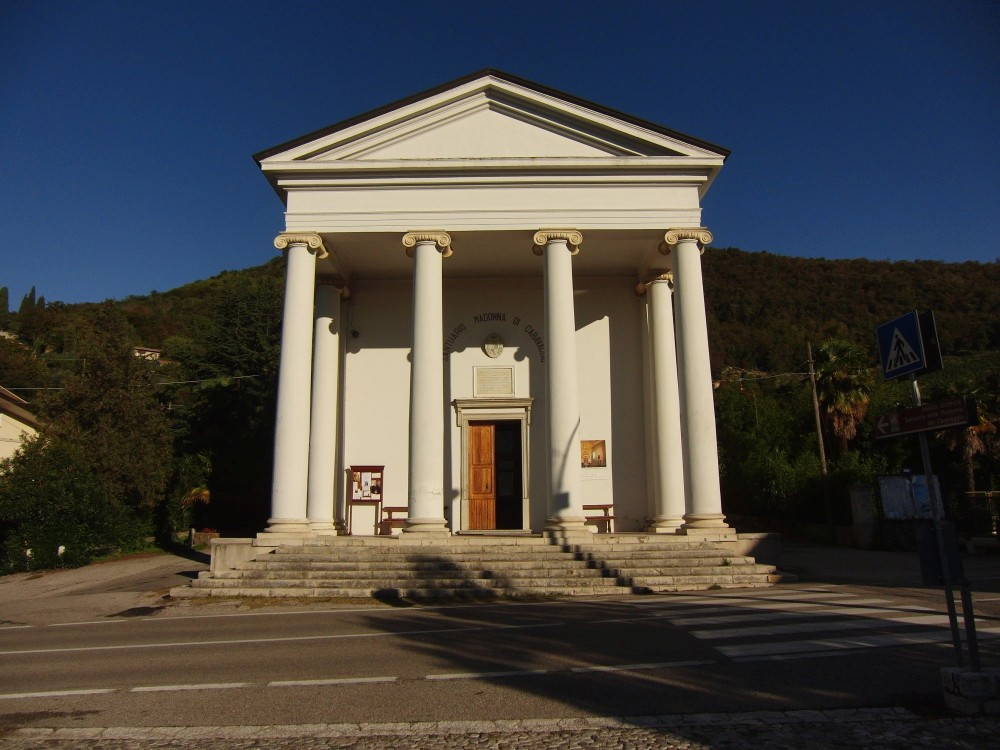
Il Santuario della Madonna di Caravaggio a Funer

- Chiesetta di Santa Margherita di Villanova
- Chiesetta di San Martino
- Chiesetta della Madonna di Lourdes in località Ponteggio
- Oratorio di Santa Maria Assunta, località Follo
- Oratorio di Santa Lucia e Santa Fede (Martignago)
- Oratorio di Sant'Antonio da Padova (Guietta)
- Santuario della Madonna di Caravaggio, in località Funer
- Chiesa di San Floriano, in via San Floriano.

### Architetture civili

#### Ville venete
- Villa Barberina Arten Viansson[12]
- Villa Barbon Bennicelli, in frazione San Vito
- Villa Morona De Gastaldis

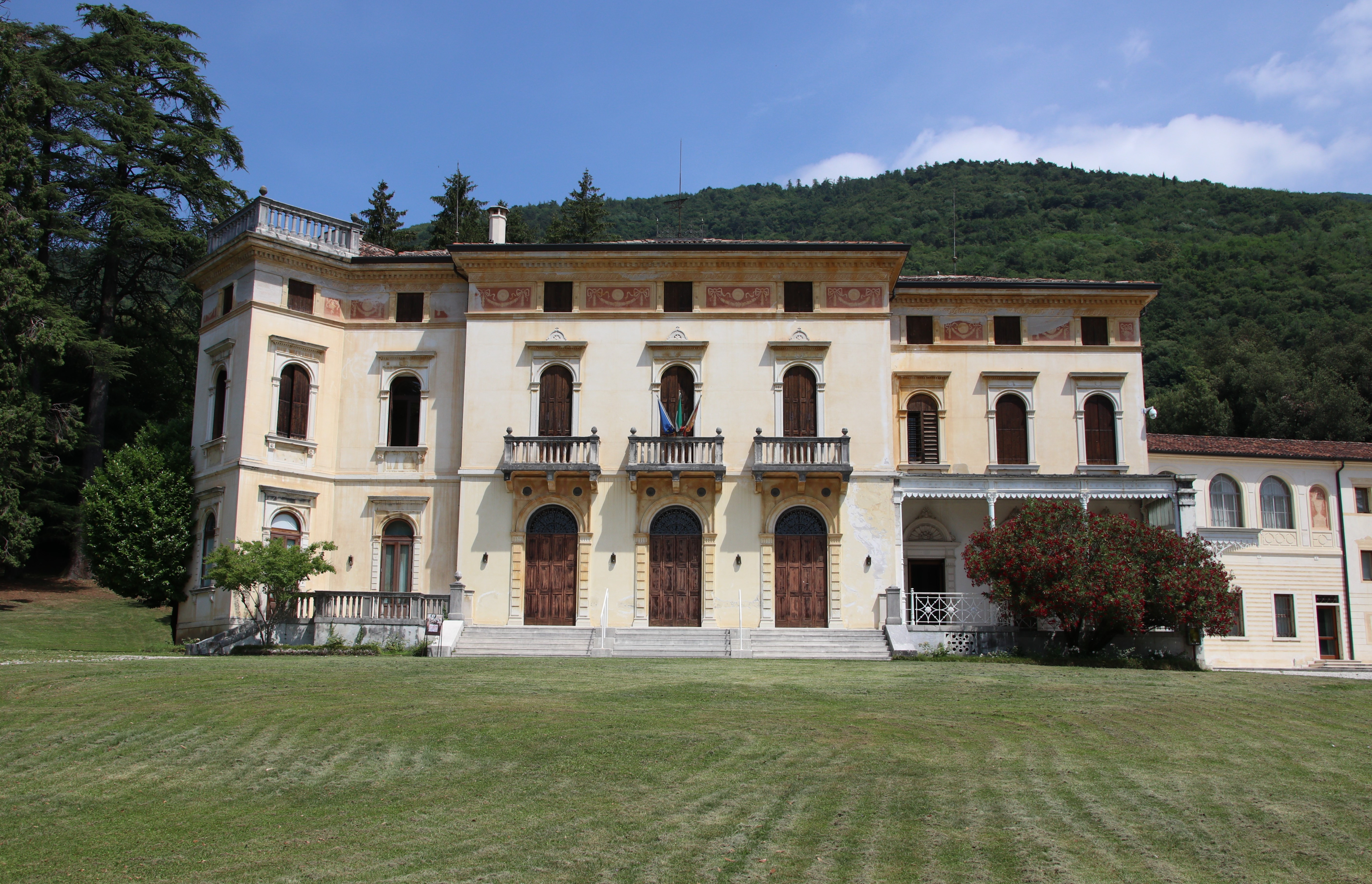
Villa dei Cedri

- Villa dei CedriVilla dei Cedri, già Villa Piva,[13] nel capoluogo.

#### Monumenti ai caduti di guerra
- Monumento “Valdobbiadene ai suoi Caduti” ad Emiciclo, situato al incrocio tra Via Roma e Via Piva. Inaugurato nel 1959.[14]

### Aree naturali

#### Alberi monumentali
Nel territorio comunale sono presenti ben 6 alberi monumentali dei 16 dislocati in provincia di Treviso e ricompresi nella lista di circa 22.000 alberi tutelati dalla guardia forestale.:
- in località Borri sorgono due Faggi la cui circonferenza è rispettivamente di 5 e 4,2 metri e l'altezza di 22 e 30;
- in località Frescada sorge un Faggio la cui circonferenza è di 4,5 metri, per un'altezza di 25;
- in località Lavel Basso sorge un Faggio la cui circonferenza è di 4,2 metri, per un'altezza di 24;
- in località Zimion sorge un Faggio la cui circonferenza è di 6,5 metri, per un'altezza di 22;
- in località Boc sorge un Tiglio la cui circonferenza è di 5,4 metri, per un'altezza di 29.

## Società

### Evoluzione demografica
Abitanti censiti

### Etnie e minoranze straniere
Al 31 dicembre 2023 gli stranieri residenti nel comune erano 1 070, ovvero il 10,7% della popolazione. Di seguito sono riportati i gruppi più consistenti:
1. Macedonia del Nord 198
2. Marocco 174
3. Cina 152
4. Romania 141
5. Albania 97
6. Ucraina 70
7. Moldavia 55
8. Brasile 40

## Cultura

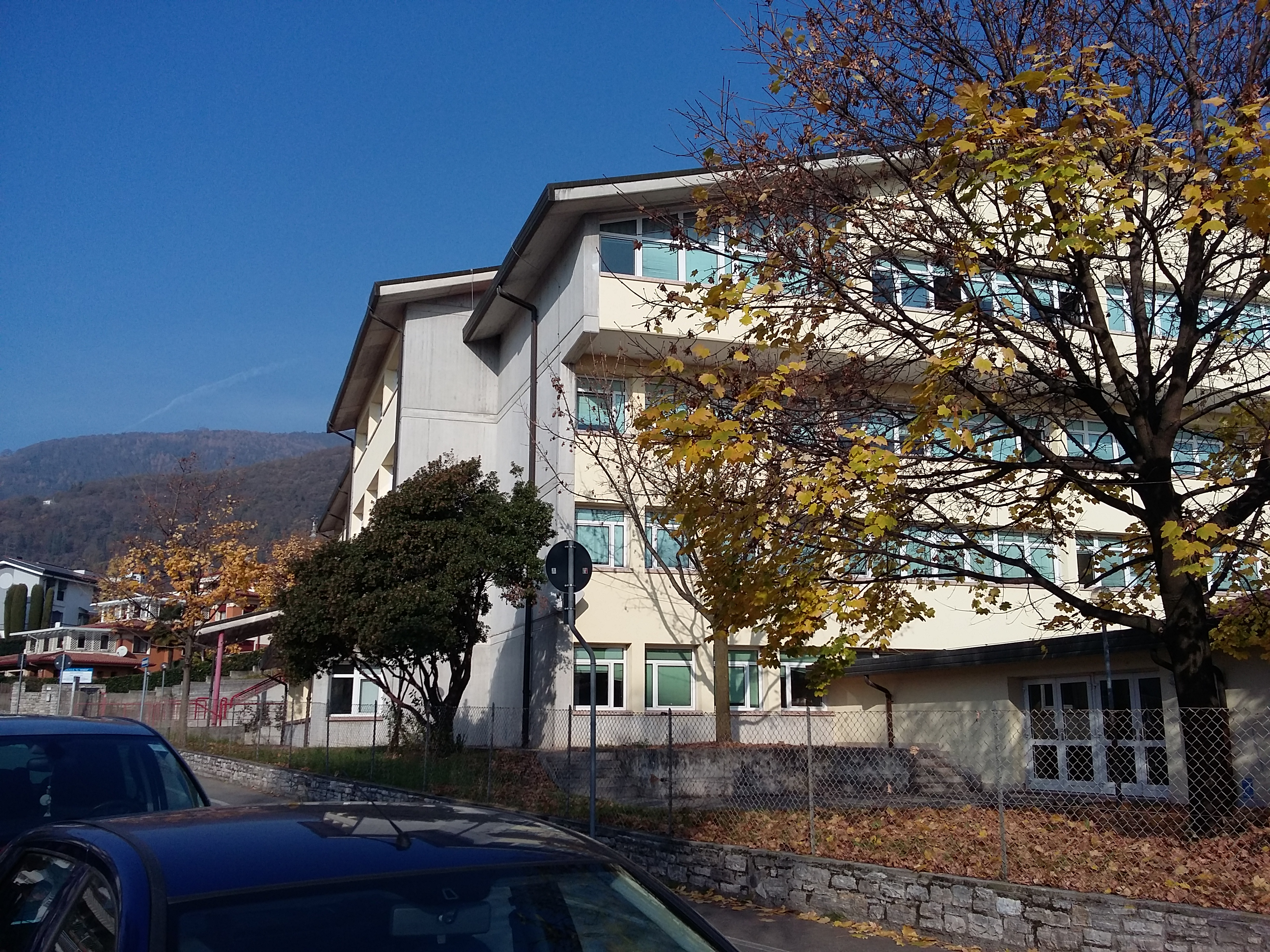
Istituto G.Verdi Valdobbiadene

### Istruzione
Nel comune sono presenti istituzioni prescolastiche, scolastiche primarie e secondarie di primo grado. La scuola secondaria di secondo grado di una certa rilevanza per la città è l'Istituto Istruzione Superiore (I.S.I.S.S.) "G. Verdi", che ospita gli indirizzi: liceo, tecnico e professionale.

### Eventi
- Guia, 5 gennaio: falò della Befana
- Santo Stefano, 5 gennaio: falò della befana
- Villanova - Ponteggio, 5 gennaio: falò della Befana
- San Pietro di Barbozza, 6 gennaio: tradizionale "Fogherata" a Barbozza
- Funer, 5 febbraio: festa di Sant'Agata, patrona della borgata
- Valdobbiadene centro, periodo di Carnevale: Carnevalissimo Valdobbiadenese con sfilata di carri allegorici notturna e diurna
- Valdobbiadene centro, secondo lunedì di marzo e domenica precedente: Antica Fiera di San Gregorio Magno - Festa patronale comunale - Celebrazioni nell'antica Chiesa
- Santo Stefano, metà marzo - fine marzo: Mostra del Valdobbiadene e Cartizze Docg
- Guia, fine marzo-inizio aprile: mostra del Prosecco d.o.c.
- San Pietro di Barbozza, da Sabato Santo per 15 giorni: mostra del cartizze e valdobbiadene d.o.c.g.
- San Vito, 25 aprile: San Marco - Celebrazione e festeggiamenti all'Oratorio in località Campagna
- San Vito, 26 maggio: Beata Vergine del Caravaggio - Celebrazioni e festeggiamenti al Santuario
- Guia, 13 giugno: sagra di Sant'Antonio (nella borgata omonima), con messa nell'oratorio e successivo stand enogastronomico di specialità tipiche
- San Vito, 15 giugno: Festa dei Santi Patroni Vito, Modesto e Crescenza
- Valdobbiadene e frazioni, 17/18 giugno, Rally della Marca 4° appuntamento Campionato Italiano WRC
- San Vito, 24 giugno: San Giovanni Battista - Celebrazione e festeggiamenti all'Oratorio in località Rive di S. Giovanni
- San Pietro di Barbozza, ultima Domenica di giugno: canevando
- San Pietro di Barbozza, 29 giugno: festa del santo patrono in piazza
- Guia, fine giugno-25 luglio: festa d'estate, con torneo di calcetto tra squadre della zona, promosso dalle associazioni del paese
- Guia, luglio: mostra del Prosecco, con fondo e sopressa nostrana
- Villanova, 20 luglio: festa di Santa Margherita, patrona della borgata
- Funer, periodo estivo: festa paesana al "Prà Cenci"
- Ron, agosto - settimana di ferragosto con chiusura il giorno 16 - Tradizionale Sagra di S. Rocco "A RON SE TORNA" - specialità "Bocon del Laico"
- San Vito, 8 settembre: Natività della Vergine - Celebrazioni e festeggiamenti in località Caravaggio
- San Vito, 18 ottobre: San Luca - Celebrazione e festeggiamenti all'Oratorio in località Prà Longhi
- Valdobbiadene centro, ottobre-novembre: festa del volontariato[20]

## Geografia antropica

### Frazioni

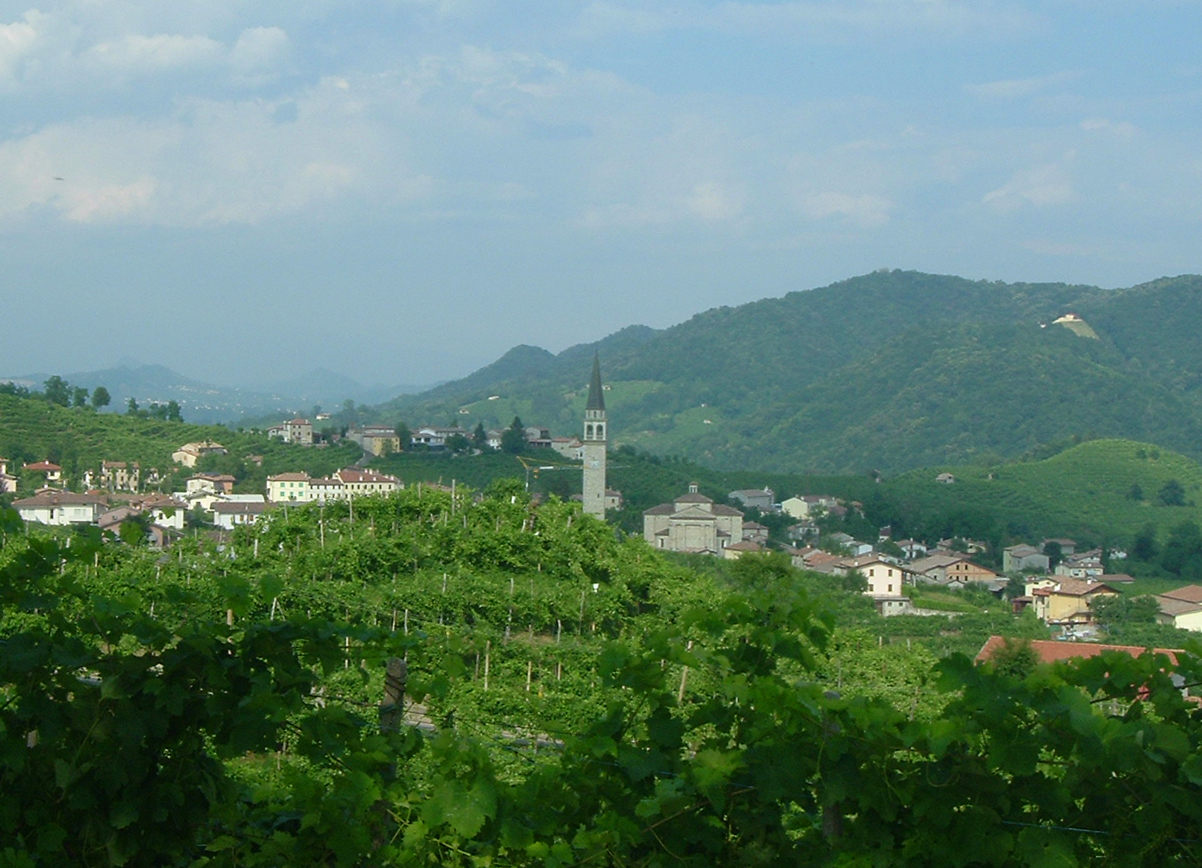
Panorama di Guia.

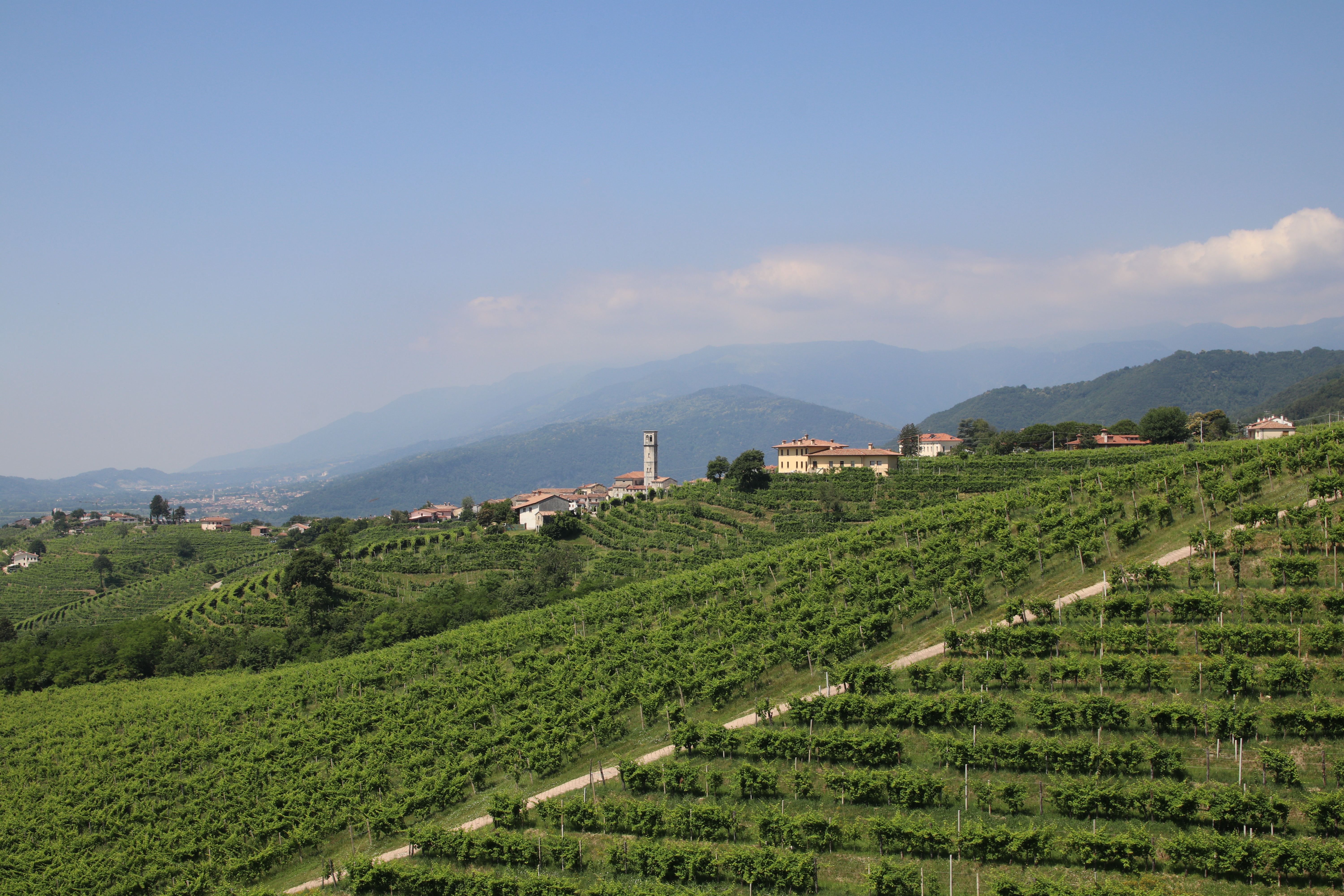
San Pietro di Barbozza

Lo statuto comunale riconosce lo status di frazione alle seguenti località.
BigolinoCon 1 541 abitanti nel centro abitato è la prima frazione del comune dopo il capoluogo. Si trova all'estremità meridionale del territorio, su un'area pianeggiante lungo il Piave.
GuìaSi trova all'estremità orientale del territorio e nel centro abitato conta 842 abitanti.
San GiovanniA nord-est di Bigolino, vi abitano 301 persone.
San Pietro di BarbozzaSubito ad est di Valdobbiadene, conta oltre mille abitanti. Fu comune autonomo fino al 1929, avendo come frazioni Guia e Santo Stefano.
Santo StefanoTra San Pietro di Barbozza e Guia, con 468 abitanti.
San VitoAd ovest del capoluogo, verso il Piave. 605 gli abitanti.

### Borgate
Saccol, Ron, Funer, Follo, Villanova, Ponteggio, Colderove, Guietta, Santa Lucia, Buse.

## Economia

### Agricoltura
Valdobbiadene, la vicina Conegliano e le loro colline sono considerate le città del vino Prosecco di Conegliano-Valdobbiadene e, in particolare, della tipologia Superiore di Cartizze.
Valdobbiadene è inoltre inserito nel circuito Città del Vino ed è da oltre quarant'anni la sede della Mostra Nazionale degli Spumanti, ora Forum Spumanti d'Italia.

## Infrastrutture e trasporti
Fra il 1913 e il 1931 Valdobbiadene rappresentò il capolinea settentrionale della Tranvia Montebelluna-Valdobbiadene, che rappresentò al tempo un importante strumento di sviluppo per l'economia della zona.
Il paese è servito nelle vicinanze dalla stazione di Alano-Fener-Valdobbiadene sulla ferrovia Calalzo-Padova, collegata direttamente dalla linea n.126 di autobus dell'azienda di Treviso MOM SpA. mentre il centro di Valdobbiadene è collegato a Treviso dalla linea n.110 di autobus della MOM: Treviso, Postioma, Montebelluna, Valdobbiadene.

## Amministrazione

### Sindaci dal 1995
| Periodo | Periodo   | Primo cittadino      | Partito                   | Carica  | Note |
| ------- | --------- | -------------------- | ------------------------- | ------- | ---- |
| 1995    | 1999      | Anna Spinnato        | lista civica              | Sindaco |      |
| 1999    | 2004      | Pietro Giorgio Davi' | lista civica              | Sindaco |      |
| 2004    | 2009      | Pietro Giorgio Davi' | Lega Nord                 | Sindaco |      |
| 2009    | 2014      | Bernardino Zambon    | lista civica              | Sindaco |      |
| 2014    | 2019      | Luciano Fregonese    | lista civica Nuova civica | Sindaco |      |
| 2019    | 2024      | Luciano Fregonese    | lista civica Nuova civica | Sindaco |      |
| 2024    | in carica | Luciano Fregonese    | lista civica Nuova civica | Sindaco |      |

### Gemellaggi
- Mór

## Sport
Dal 2014 è fulcro operativo del Rally della Marca, famosa competizione rallystica che ha sede storica a Treviso.
È punto di partenza e arrivo della Prosecco Cycling Classic, gara di ciclismo che si svolge su un anello attraverso i colli del Trevigiano.
Nel 2009 è stata punto di arrivo della terza tappa (Grado - Valdobbiadene) del Giro d'Italia 2009. Anche nel 2015 è stata città di arrivo della 14ª tappa cronometro (Treviso-Valdobbiadene), una delle più lunghe della storia del Giro.  Anche nel 2020 è stata città di arrivo della 14ª tappa (prova a cronometro Conegliano-Valdobbiadene).
| Anno | Tappa | Partenza   | km   | Vincitore di tappa  | Maglia rosa         |
| ---- | ----- | ---------- | ---- | ------------------- | ------------------- |
| 2009 | 3ª    | Grado      | 198  | Alessandro Petacchi | Alessandro Petacchi |
| 2015 | 14ª   | Treviso    | 59,4 | Vasil' Kiryenka     | Alberto Contador    |
| 2020 | 14ª   | Conegliano | 34,1 | Filippo Ganna       | João Almeida        |